# Estremoz
Estremoz es una ciudad portuguesa del distrito de Évora, en la región del Alentejo y en la comunidad intermunicipal del Alentejo Central, con 7682 habitantes. Estremoz posee un mercado agrícola, canteras de mármol y una renombrada cerámica, así como industrias oleícolas y vinícolas. La ciudad antigua está amurallada; entre sus monumentos destacan su castillo del siglo XIII y numerosas casas de estilo gótico y manuelino.

## Geografía

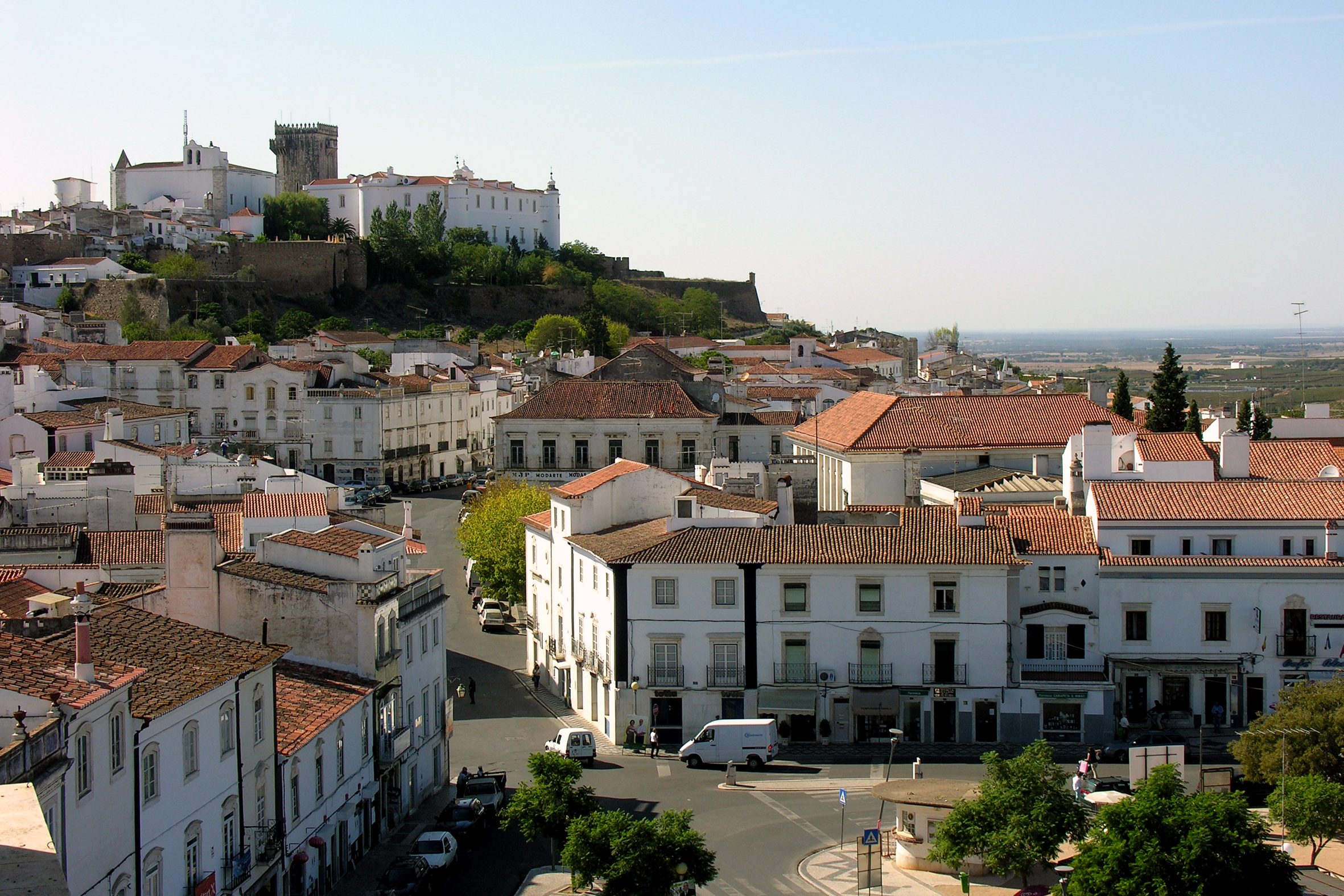
Vista de Estremoz y de su castillo

Es sede de un municipio con 513,82 km² de área y 13 683 habitantes (2021), subdividido en 9 freguesias. El municipio limita al norte con los municipios de Sousel y Fronteira, al nordeste con Monforte, al sureste con Borba, al sur con Redondo y al oeste con Évora y Arraiolos.

## Demografía
| Gráfica de evolución demográfica de Estremoz entre 1864 y 2021 |
|                                                                |
| Datos según el nomenclátor publicado por el INE portugués.     |

## Freguesias
Las freguesias de Estremoz son las siguientes:
- Ameixial (Santa Vitória e São Bento)
- Arcos
- Estremoz (Santa Maria e Santo André)
- Évora Monte
- Glória
- São Bento do Cortiço e Santo Estêvão
- São Domingos de Ana Loura
- São Lourenço de Mamporcão e São Bento de Ana Loura
- Veiros